# Pierre-Frédéric Dorian
Pour les articles homonymes, voir Dorian.

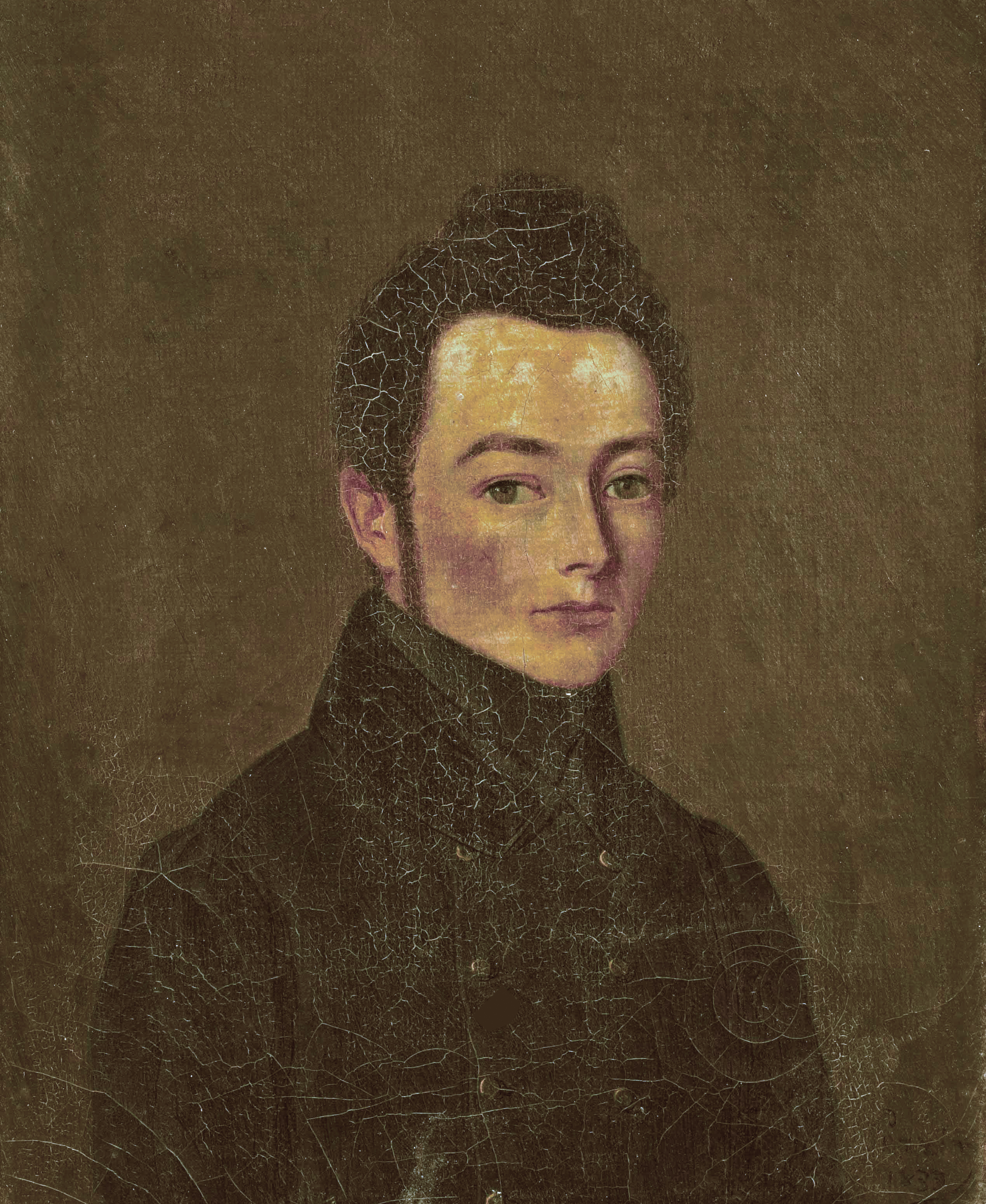
Pierre-Frédéric Dorian (Perrin, 1839).

Pierre-Frédéric Dorian, né le 24 janvier 1814 à Montbéliard (Doubs) et mort le 14 avril 1873 à Paris, est un maître de forges et homme politique français.

## Biographie

### Une jeunesse vagabonde
Jean Dorian est reçu avec son fils Pierre, bisaïeul de Pierre-Frédéric, comme bourgeois de la ville luthérienne de Montbéliard, le 15 décembre 1732. Le registre précise qu'il est meunier et natif de Zweisimmen au canton de Berne (Suisse). Les parents  de Pierre-Frédéric possèdent une petite forge et un martinet produisant des outils pour l’agriculture. Il est le troisième enfant mais le seul fils du négociant Pierre-Frédéric Dorian (décédé à Montbéliard le 6 mars 1820) et d’Anne-Clémence Friès, d’une famille mulhousienne. Il fait ses études secondaires au collège de Montbéliard puis au lycée de Nancy, avant de partir pour Saint-Étienne à l’École nationale des mines.
Marqué par le saint-simonisme puis le fouriérisme dans sa jeunesse, il reste toute sa vie lié à Victor Considerant. Après un bref passage à l’École des mineurs de Saint-Étienne comme élève libre de 1831 à 1832, où il se montre un peu trop libre au gré de ses maîtres, il achète, ou plus exactement, sa mère lui achète l’usine des Balaires en 1834. Auparavant il a participé à la tentative de colonie sociétaire fouriériste de Condé-sur-Vesgre à l'issue de laquelle il est engagé comme commis à Montagney-Servigney par le maître de forges franc-comtois Joseph Gauthier, frère de Clarisse Vigoureux, pour qui il dirige l'usine de La Romaine en 1839. À cette époque il sert d'agent électoral à son ami Victor Considerant qui se présente aux élections à Montbéliard. Puis, pour le compte de Paul Vigoureux, neveu de Joseph Gauthier, il dirige la Forges de Fraisans de 1839 à 1840 (date à laquelle Joseph Gauthier rompt le bail fait avec son neveu). Il est fabricant de faux à Valbenoîte quand il épouse, le 25 septembre 1849, à Unieux, Frédérique-Caroline Holtzer (née à Feugerolles le 6 août 1828 - décédée à Paris le 6 mai 1890), fille du maître de forges Jacob Holtzer.

### La fabrication des faux et faucilles
Pierre-Frédéric avait fondé, en 1843, avec Paul Dumaine une fabrique de faux et faucilles en acier fondu dans la vallée de Rochetaillée, sur la commune de la future commune de Planfoy. La société en nom collectif se transforme en commandite simple en juin 1846 sous la raison, Dumaine, Dorian & Cie pour une durée de neuf ans, grâce au financement d'un fabricant de rubans. En 1849, il se retrouve seul propriétaire de l’usine des Ballaires en rachetant les parts de son associé. L’usine emploie alors 80 ouvriers, utilise sept moteurs hydrauliques et produit 80 000 faux et 20 000 faucilles et reçoit une médaille d’argent à l’exposition industrielle.
Par acte sous seing privé des 26 et 31 octobre 1856, La Gerbe, société en commandite par actions, sous la raison Jackson, Gerin, Dorian & Cie pour la fabrication de faux et de faucilles réunit l’usine Jackson de La Terrasse, l’usine de Rochetaillée et celles de Haute-Loire (Pont-Salomon).
La production de faux en Haute-Loire était jusqu’alors dispersée entre de petits ateliers installés à Aurec-sur-Loire, Saint-Ferréol et Saint-Didier-en-Velay, occupant une trentaine d’ouvriers. La constitution de la nouvelle société en 1856 entraîne, à Pont-Salomon, la construction d’une nouvelle fabrique sur les bords de la Semène, achevée en 1858, et agrandie entre 1868 et 1869. Elle assure, vers 1862, la moitié de la production nationale de faux et faucilles. En 1863, la famille Gerin se retire et cède ses parts à Dorian et Holtzer. La raison sociale devient alors Dorian-Holtzer Jackson & Cie.
Dorian, s’inspirant de la politique de son beau-père Jacob Holtzer, fait construire des habitations pour ses ouvriers (dont La Caserne, nom porté par un bâtiment semblable à Unieux) à côté des ateliers, crée des cours du soir, des écoles gratuites, un service médical, une caisse de secours, une bibliothèque (750 ouvrages) et même une fanfare (1864). Républicain, il remplace les instituteurs congréganistes par des instituteurs laïcs en 1869. Une caisse d’épargne donnant 5 % d’intérêts est alimentée par les employés qui peuvent ainsi participer aux bénéfices de l’entreprise.

### À la tête de l’entreprise Holtzer
Mais Dorian assure avant tout la direction de Jacob Holtzer & Cie, avec son beau-frère Jules Holtzer, depuis le retrait de son beau-père, Jacob, en 1860. L’usine d’Unieux, qui compte 500 ouvriers en 1861, fabrique essentiellement des armes blanches (sabres, fleurets), des aciers fins d’outillage, de taillanderie et de coutellerie et les cloches d’acier qui valent à l’entreprise une médaille d’or à l’exposition de 1867. Il installe dans l’usine un laboratoire de recherches pour le distingué chimiste Jean-Baptiste Boussingault. L’aciérie au creuset, selon le procédé Siemens, y fonctionne à partir de 1869 avec une fonderie au coke.
Fidèle à sa jeunesse fouriériste, il poursuit la politique sociale de son beau-père : les aciéries financent en partie la construction d’une école laïque à Unieux en 1868 ; en 1869, un ouvroir permet aux filles des ouvriers de l’entreprise de se perfectionner dans la couture, le repassage et la cuisine ; en 1872, des écoles publiques gratuites sont réservées aux enfants des ouvriers des aciéries. Son engagement n’est en rien contradictoire avec sa foi protestante : il siège au conseil presbytéral et offre, pour le nouveau temple de Saint-Étienne, une chaire inaugurée en décembre 1868.

### Le politique
Ouvertement républicain, Pierre-Frédéric Dorian connaît un destin national. Il avait commencé par des fonctions locales : conseiller municipal de Valbenoîte de 1847 à 1855, fonctions qui ne sont pas interrompues par le coup d’État du 2 décembre 1851 en dépit de la légende, puis maire d’Unieux de 1860 à 1865 se résignant à prêter serment, et conseiller général de 1867 à 1873. Élu dans la seconde circonscription de Saint-Étienne en juin 1863, par 7 932 voix, grâce aux cantons ouvriers, contre Charpin-Feugerolles, le candidat officiel, triomphalement réélu, en mai 1869, par 11 239 voix, contre Vital de Rochetaillée, il siège au Corps législatif comme député d’opposition. Il est un des actionnaires fondateurs du journal L’Éclaireur, né d’une société anonyme par acte sous signature privée du 22 décembre 1868 aux côtés de républicains locaux.
Ministre des Travaux publics du gouvernement dit du « 4 septembre » 1870 (jusqu’au 19 février 1871), bien que seuls les élus de Paris se soient attribués cette prérogative, il doit cette nomination à son titre d’ingénieur et à sa constante opposition à l’Empire. Il engage une politique massive d’armement, en faisant appel aux entreprises privées, ce dont profite son entreprise comme d’autres de la région stéphanoise. Il assume l’intérim de plusieurs de ses collègues au sein du gouvernement. Très populaire au sein de l’extrême gauche, Dorian la déçoit par son attitude lors de la confuse journée du 31 octobre 1870 : au centre de toutes les combinaisons, il refuse de s’engager. Au scrutin de liste de février 1871, il arrive en tête des élus du département de la Loire (79 608 voix sur 89 275 votants), et bien qu’ayant opté pour la Loire de préférence à la Seine (où il était le seizième élu), il est moins présent à Unieux. Lors des essais de conciliation entre la réunion des maires de Paris et le comité central de la Garde nationale, en mars 1871, on envisage de lui confier la mairie centrale de Paris.
En dépit de sa présidence du Conseil général de la Loire de 1871 à 1872, les préoccupations politiques nationales l’emportent sur son rôle d’industriel stéphanois : à Paris, en 1873, il vit rue de la Victoire. Il reçoit, également, deux fois Léon Gambetta dans son château des Prairies à Fraisses (pour la pose de la première pierre en 1867 et en 1873) mais aussi ses collègues, Jules Favre et Jules Simon. Siégeant à gauche à l’Assemblée nationale, il vote contre le traité de Francfort, contre le pouvoir constituant de l’Assemblée et pour le retour du Parlement à Paris.
Frédéric Dorian meurt le 14 avril 1873, à Paris, où il est enterré le 16 avril, au cimetière du Père-Lachaise. Ses funérailles parisiennes se font dans un grand concours de personnalités. On peut citer qui suivent le convoi, les Jules (Grévy, Ferry, Simon), Louis Blanc, Henri Brisson, Alfred Naquet, Étienne Arago. Le deuil était conduit par Charles et Daniel Dorian, ses fils et par Paul Ménard, son gendre. Au cimetière du Père-Lachaise, Martin Bernard parle le premier au nom des républicains de la Loire dont Dorian était le représentant « au nom de la démocratie stéphanoise dont M. Dorian était le chef vénéré », puis Gambetta, « sa vie se résume ainsi : la pratique du travail, le culte de la patrie ». Le pasteur Coquerel a le mot de la fin : « la religion de Dorian ? Il croyait de toute son âme au progrès, à la perfection suivie avec foi et amour. Il était de ceux qui croyaient que la vie a un sens. Il croyait que la vie a été donnée pour travailler à notre propre progrès et au progrès de tous ». La cérémonie s'est étendue de trois heures de l'après-midi (départ à la maison funéraire de la rue de la Victoire) à six heures et quart.

### Descendance
La popularité du nom de Dorian a longtemps perduré : ses deux fils, Charles Dorian (1852-1902) et Daniel Dorian (1855-1903), ont été, à leur tour, élus député de la Loire.
Sa fille, Aline Dorian (1850-1929), s'est marié avec Paul-François Ménard, dit Paul Ménard-Dorian, maître de forges d'origine protestante et député radical d'extrême-gauche, et a tenu l'un des salons littéraires républicains les plus en vue de l'époque, rue de la Faisanderie. On y croisait Émile Zola, les frères Goncourt, Clemenceau, Henri Rochefort, etc. Pauline Ménard-Dorian, fruit de cette alliance, se maria avec le petit-fils de Victor Hugo, Georges Hugo, et tiendra elle aussi un salon en vue. Ils auront deux enfants, dont Jean Hugo.

## Hommages

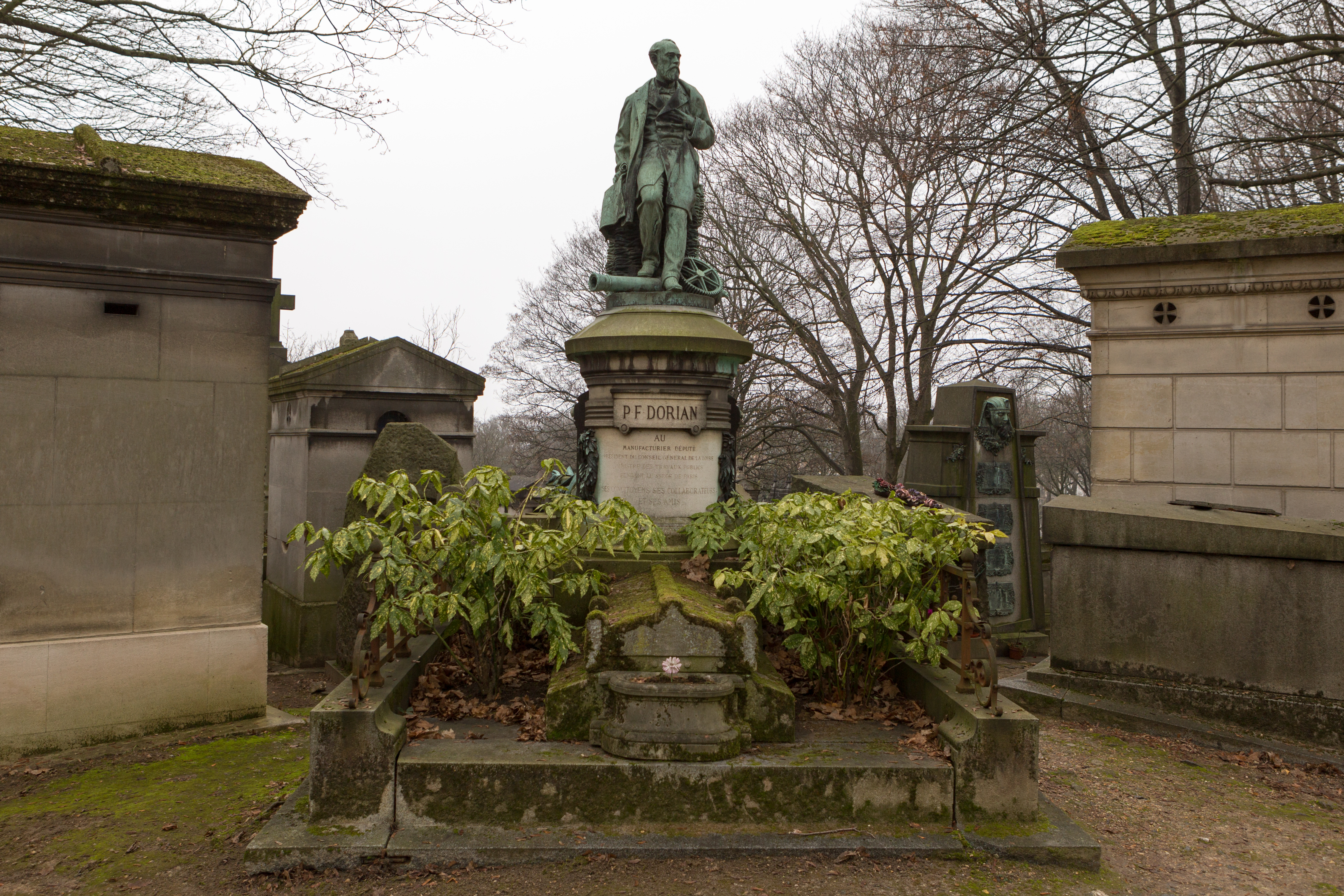
Tombe au cimetière du Père-Lachaise (division 70).

### Monuments et rues
En 1875, un monument à sa mémoire, dû au sculpteur Aimé Millet, est élevé au cimetière du Père-Lachaise. Un autre monument est réalisé par Armand Bloch et Maurice Bloch à Montbéliard mais fut détruit en 1941. En 1879, le conseil municipal d’Unieux décide de donner son nom à l’une des rues les plus importantes de la commune.Une rue a la Ricamarie qui part du Mas en bas du Montcel  à l’avenue Gambetta . L'avenue Dorian dans le 12e arrondissement de Paris depuis 1881. Enfin, en 1905, une statue en bronze est élevée à Saint-Étienne mais elle disparaît pendant la Seconde Guerre mondiale : une place de la ville perpétue cependant le nom de Dorian depuis 1876. C'est son épouse en revanche qui donne son nom au lycée Dorian, qu'elle a fondé en 1878 ; il est situé 74 avenue Philippe-Auguste dans le 11e arrondissement de Paris.